# Jupiter Icy Moons Explorer
JUpiter ICy moons Explorer (JUICE) — автоматична міжпланетна станція Європейського космічного агентства для вивчення системи Юпітера, головним чином — супутників Ганімеда, Європи і Каллісто на предмет наявності у цих місяців підповерхневих океанів рідкої води. До основних цілей місії JUICE входить дослідження Ганімеда як багатого водою світу, що має значення для визначення потенційної населеності Сонячної системи поза Землею. Крім того, особливу увагу буде приділено дослідженням магнітних і плазмових взаємодій Ганімеда і Юпітера. Дослідження Іо будуть вестися тільки дистанційно. Проєкт було затверджено 2 травня 2012 року як перший проєкт великого класу (L1) у програмі Cosmic Vision. Орієнтовна вартість проєкту (у цінах 2011 року) становила 850 млн євро, а на початок 2023 року вона склала — 1,6 млрд євро. Запуск місії здійснено 14 квітня 2023 року.

## Передісторія
1995 року в систему Юпітера прибув апарат Галілео, який зробив детальні дослідження планети та її супутників. Особливу увагу приділяли дослідженням чотирьох галілеєвих супутників — Іо, Європі, Ганімеда і Каллісто — у яких (за винятком Іо) були виявлені підповерхневі океани. «Галілео» також вдалося виявити у Ганімеда магнітне поле, яке генерується, ймовірно, у результаті конвекції в рідкому ядрі.
Дослідження, проведені апаратом Кассіні на початку XXI ст., показали, що супутники Сатурна — Енцелад і Титан — також мають підповерхневі рідкі океани.
Ці відкриття привели до появи нової парадигми населених світів, згідно з якою крижані супутники газових гігантів є сприятливими місцями для зародження життя. Ймовірно, екзопланети, що мають крижані супутники з підповерхневим океаном, можуть бути набагато більш поширеним явищем у Всесвіті, ніж планети на зразок нашої Землі, для появи життя на яких потрібні особливі умови. «Галілео» зробив важливе відкриття, а саме — наявність магнітного поля у Ганімеда, єдиного супутника в сонячній системі, що має подібне поле. Ганімед і Європа, як вважається, досі тектонічно активні через сильну припливну дію Юпітера.
Ще в період функціонування «Галілео», а також після його сходження з орбіти в 2003 році, наукове співтовариство неодноразово робило спроби знайти фінансування на чергову місію з дослідження системи Юпітера. Майже всі вони були відхилені з двох основних причин — внаслідок високої складності і нестачу коштів[джерело?].
5 серпня 2011 року було запущено зонд Юнона, який мав прибути до Юпітера 2016 року. Цей проєкт зосереджений виключно на вивченні самого газового гіганта і не розрахований на дослідження його супутників. Теоретично, можливості кольорової камери Юнони дозволять отримати зображення найближчого до Юпітера галілеєвого супутника — Іо. Однак, навіть за найсприятливіших умов, роздільна здатність зображень зважаючи на особливості камери Юнони, мізерно мала: якщо Іо буде перебувати прямо над Юноною, на відстані близько 345 тис. км, то роздільна здатність зображень складе всього лише 232 км на піскель або близько 16 пікселів у поперечнику. Зображення інших супутників будуть ще менш чіткими. У той же час, науковий інтерес становлять лише знімки з роздільною здатністю від кількох кілометрів до декількох метрів на піксель (наприклад, максимальна деталізація зображень камери «Галілео» при зйомці поверхні Європи становила 6 м на піксель).
2007 року для європейської космічної програми Cosmic Vision запропонували ідею проєкту дослідження системи Юпітера під назвою «Laplace». Пропонувалося реалізувати його на початку 2020-х років за участі НАСА та JAXA. 2008 року ЄКА та НАСА вирішили об'єднати зусилля в дослідженні зовнішніх планет, зокрема Юпітера
2009 року назву концепції було змінено на Europa Jupiter System Mission (EJSM). Концепція передбачала спільний запуск двох апаратів: Jupiter Ganymede Orbiter (JGO; ЄКА) і Jupiter Europa Orbiter (JEO; НАСА).
На початку 2011 року було оприлюднено проєкт бюджету США, і Європейське космічне агентство, після консультацій із НАСА, дійшло висновку, що спільну концепцію неможливо буде реалізувати у визначений термін.
У квітні 2011 року ЄКА змінило назву проєкту на JUICE (абревіатура від англ. JUpiter ICy moons Explorer) та оголосило про створення нової науково-дослідної групи, яка мала переформулювати програму EJSM для реалізації зусиллями ЄКА.

## Розробка
- Березень — жовтень 2011 — проведення науково-дослідних робіт з підготовки звіту за проєктом.
- Грудень 2011 — публікація дослідного звіту за проєктом JUICE. Документ обсягом 133 сторінки (так звана «Жовта книга») стосувався наукових, технічних та управлінських питань проєкту і включав опис місії, мети, сценарій, вимоги до наукових приладів і короткий виклад трьох стадій розробки зонда.
- У квітні 2012 року з трьох претендентів на реалізацію великого проєкту в межах програми «Cosmic Vision» програмний комітет ЄКА віддав перевагу проєкту JUICE перед двома іншими — обсерваторією для пошуку гравітаційних хвиль LISA (New Gravitational Wave Observatory) і рентгенівським телескопом JEUS/IXO/ATHENA (англ. Advanced Telescope for High-Energy Astrophysics)[1].
- 2 травня 2012 року ЄКА офіційно затвердило місію JUICE.
- 21 лютого 2013 ЄКА затвердило завдання для розробки 11 наукових приладів зонда.
- у листопад 2014 року опубліковано черговий дослідницький звіт за проєктом JUICE за період роботи з лютого 2012 по жовтень 2014 року. Документ обсягом 128 сторінок (так звана «Червона книга») стосувався наукових, технічних та управлінських питань проєкту і включав опис місії, мету, сценарій, вимоги до наукових приладів і короткий виклад стадій розробки зонда.

- До 2015 року місія JUICE мала перебувати в так званій «фазі визначення» — фазі ескізних проєктів інструментів і самого апарата.
- 2015 — етап дослідно-конструкторських робіт.
- На початку 2018 року проєкт апарата було затверджено, а перші наземні тести окремого обладнання дозволили зробити висновок, що оголошені цілі місії буде досягнуто. У разі своєчасного виконання всіх запланованих робіт, запуск планувався на 20 травня 2022 року[10].
- На початку березня 2019 року було завершено критичний перегляд проекту (англ. The critical design review, CDR). Усі висновки були позитивними[11].
- У квітні 2020 року було завершено тестування платформи КА з рушійною установкою і її доставили до центру збирання супутників корпорації Airbus у Фрідріхсгафені. Там на неї мали встановити сонячні панелі, тепловий захист, обладнання зв'язку та модуль для монтажу наукових приладів[12].
- У квітні 2021 року монтаж практично всього обладнання було завершено й розпочалася його заключне тестування — остання фаза наземного випробування перед відправкою на космодром[13].

## Сценарій місії
Фаза міжпланетного перельоту
- Спочатку запуск планувався на вересень 2022 року, резервні варіанти — на 2023 або 2024 роки (в останньому випадку переліт мав тривати дев'ять років замість восьми)[14]. У листопаді 2021 року запуск планувався на 2023 рік. Запуск здійснено 14 квітня 2023 року. Траекторія передбачає пертурбаційні маневри поблизу Венери й Землі[15].

Фаза Jupiter Tour
- Січень 2030 — прибуття в систему Юпітера (датування тут і далі — з урахуванням вибору Аріан 5 як ракети-носія[15]). До грудня 2030 року JUICE перебуватиме на еліптичній орбіті за орбітою Ганімеда, таким чином уникнувши впливу радіаційних поясів. За цей період будуть проведені детальні дослідження внутрішньої магнітосфери Юпітера, а також спостереження за його атмосферою.
- Лютий — березень 2031 — 2 обльоти Європи протягом 36 днів.
- Квітень — жовтень 2031 — вивчення Юпітера. 9 обльотів Каллісто з метою вивчення внутрішньої структури, поверхні і екзосфери. Дистанційні спостереження Ганімеда, Європи, Іо і малих місяців Юпітера.
- Листопад 2031 — серпень 2032 — вивчення взаємодії магнітних полів Ганімеда і Юпітера. Вивчення атмосфери і магнітосфери Юпітера.

Фаза Ganymede Tour
- Вересень 2032 — жовтень 2032 — дослідження Ганімеда з еліптичною (200 × 10 000 км) орбітою (30 днів) на предмет встановлення минулого та існуючої активності.
- Жовтень 2032 — січень 2033 — дослідження Ганімеда з висоти 5000 км (90 днів).
- Січень — лютий 2033 — дослідження Ганімеда з еліптичною (200 × 10 000 км) орбітою (30 днів) на предмет його взаємодії з магнітосферою Юпітера.
- Лютий — червень 2033 — дослідження Ганімеда з висоти 500 км (102 дня) на предмет вивчення структури крижаної кори і її можливої взаємодії з підповерхневим океаном.
- Червень — липень 2033 — дослідження Ганімеда з висоти 200 км і завершення місії (30 днів). Якщо до цього часу JUICE буде нормально функціонувати, його місія буде подовжена. У цьому випадку продовжаться дослідження Ганімеда з висоти 200 км. За виснаженням ресурсів апарата, він буде зведений з орбіти і вріжеться в поверхню Ганімеда.

## Наукові цілі
JUICE має вивчати Європу, Ганімед і Каллісто з погляду їх внутрішньої будови, складу і тектонічної активності, визначити ділянки з підповерхневими океанами і розширити знання щодо можливої населеності цих світів. JUICE має зробити вимірювання товщини крижаної кори Європи й визначити місце для майбутніх досліджень. Місія передбачає також вивчення самого Юпітера і взаємодію галілеєвих супутників із газовим гігантом. Юпітер є архетипом планет-гігантів, які у великій кількості виявлені навколо інших зір. Місія JUICE дасть змогу краще розуміти потенціал газових гігантів і їх супутників для існування життя. Загальний час досліджень — 3,5 роки.

### Ганімед
Більшу частину своєї місії JUICE буде досліджувати Ганімед. Ганімед, насамперед, цікавий тим, що є єдиним супутником у Сонячній системі, який генерує власне магнітне поле. Крім того, існує гіпотеза про наявність на ньому підповерхневого океану рідкої води. Загальний час близьких досліджень — 280 днів, протягом яких JUICE здійснить багато обльотів супутника на різній висоті. Буде складено глобальну карту супутника з роздільною здатністю 400 м на піксель. Зйомка найцікавіших об'єктів буде проведена з роздільною здатністю до декількох метрів на піксель.
Цільові наукові дослідження Ганімеда наступні:
- Характеристика підповерхневого океану і виявлення передбачуваних підземних водойм. За деякими моделями, якщо під крижаною корою є океан рідкої води, то висота припливів становитиме близько 7 м, інакше — всього 0,5 м. Вимірювання припливів дозволить оцінити обсяги рідкої фази під поверхнею.
- Топографічне, геологічне й композиційне картографування поверхні. Знімки високої роздільної здатності Ганімеда є лише для небагатьох районів, глобальні ж карти побудовані за зображеннями низької роздільної здатності. На основі альтиметрії (вимірювання висот) поверхні супутника і глобальних спектральних вимірювань з орбіти, будуть побудовані топографічні карти.
- Вивчення фізичних властивостей крижаної кори. Поверхня Ганімеда складається, в основному, з водяного льоду (за різними оцінками, від 50 до 90 %), а також «сухого льоду» (замороженої вуглекислоти, однак, вона є не у всіх районах; зокрема, її немає на полюсах); інших газів (двоокису сірки, аміаку), гідратованих мінералів, а також поки не ідентифікованих речовин — можливо, органічних, як, наприклад, фоліну. Якщо вдасться ототожнити ці «непізнані» речовини з органікою, то виникає цікаве питання — чи були вони принесені ззовні, наприклад, метеоритами, чи потрапили на поверхню зсередини, із надр Ганімеда. Відповідь на нього прямо впливає на розуміння того, чи могло на цьому небесному тілі зародитися життя.
- Характеристика внутрішньої будови.
- Дослідження екзосфери, що складається з молекулярного й атомарного водню, такого ж кисню та води. Акцент у цих дослідженнях буде зроблено на розумінні походження екзосфери і відповідь на питання чи поповнюють її частки з поверхні, чи вона утворюється в результаті викиду речовини з-під поверхні.
- Вивчення власного магнітного поля Ганімеда і його взаємодії з магнітосферою Юпітера. У результаті складання трьох компонентів: власного, досить потужного магнітного поля супутника; магнітного поля, індукованого наведеними зарядами внаслідок змін магнітного поля Юпітера; і магнітного поля планети-гіганта — утворюється дуже складна система, яка почасти нагадує земну, але й відмінна від неї за низкою параметрів.

### Калісто
Близьке дослідження Каллісто триватиме 200 днів, загальне — 2 роки, протягом яких JUICE здійснить 12 обертів навколо супутника.
Цільові наукові дослідження Каллісто наступні:
- Характеристика зовнішніх оболонок, включаючи підповерхневий океан.
- Визначення складу речовин, що не відносяться до льодового покриття.
- Вивчення колишньої активності.

### Європа
У зв'язку з відносно невисоким рівнем радіаційного захисту планується тільки 2 обльоти Європи на висоті 400—500 км від поверхні супутника (повноцінне вивчення цього супутника вимагало б від JUICE близько 50—100 обльотів). Як об'єкти дослідження в період максимальних зближень зонда з поверхнею обрані Thera і Thrace Macula, а також Lenticulae. Тривалість детального вивчення Європи складе 36 днів, загальна — близько року (віддалені дослідження). Акцент у дослідженні Європи буде зроблено не на пошуку органіки, а на розумінні утворення крижаної кори супутника та її складу. JUICE буде першим земним апаратом, який має здійснити сканування поверхні Європи та визначити як мінімальну товщину крижаної кори під найактивнішими ділянками супутника, так і глибину океану під ними.
Цільові наукові дослідження Європи наступні:
- Визначення складу речовин, що не відносяться до льодового покриття.
- Дослідження водойм під найактивнішими місцями. Ці дослідження допоможуть з'ясувати, наскільки рідина океану Європи схожа за складом на земні океани.
- Дослідження процесів, що відбувалися відносно недавно (вважається, що поверхня Європи дуже молода — вік не перевищує 180 млн років, а вік ополонок, які періодично з'являються на поверхні, не перевищує 50—100 тис. років). Також належить з'ясувати геологічну активність супутника.

### Іо
На відміну від попередника JUICE — апарата «Галілео» — дослідження Іо будуть вестися тільки дистанційно, з відстані не далі орбіти Європи. Це пов'язано з тим, що з метою збереження вартості місії близько 1 млрд євро радіаційний захист зонда буде не в змозі забезпечувати захист електроніки поблизу Юпітера на необхідному рівні (із цієї ж причини заплановано тільки два обльоти Європи). Тим не менш, JUICE проведе дистанційні дослідження вулканічної активності супутника.

### Юпітер
Дослідження Юпітера:
- Вивчення структури, складу та динаміки атмосфери.
- Вивчення магнітосфери.

|  |  |  |  |

## Характеристики

### Ракета-носій
Зонд JUICE буде виведений на орбіту європейської ракетою-носієм Ariane 5 або російською ракетою-носієм Протон-М. У разі затвердження Аріан 5 політ потребує гравітаційного маневру за маршрутом Земля-Венера-Земля-Земля (EVEE) та триватиме 7,6 року.

### Конструкція
- High-gain антена — від 3,2 м.
- Обсяг переданих на Землю даних — не менше 1,4 Гбайт на день.
- Джерело енергії — сонячні панелі площею від 60 до 75 м², що вироблятимуть потужність 46 Вт/м². Рішення використовувати сонячні панелі (замість радіоізотопних джерел енергії) продиктовано не стільки фінансовою стороною питання (панелі значно дешевше, хоча їх ефективність на орбіті Юпітера в 25 разів менше, ніж на земній), скільки достатньою для нормального функціонування панелей віддаленістю Ганімеда від радіаційних поясів Юпітера.
- Вага апарата при запуску — 1800 кг.
- Паливо — 2900 кг.
- Головний двигун: тяга — 424 Н, питомий імпульс — 321 с. Малі двигуни — 8 штук з тягою 22 Н кожен.
- Флеш-пам'ять — 48 Гбайт — 1 Тбайт.
- Станом на листопад 2011 року були певні труднощі в забезпеченні захисту майбутнього КА від радіації. Передбачувана маса захисту — від 155 до 172 кг, алюмінієвий сплав. Майже 60 % від загальної дози опромінення будуть отримані під час вивчення Ганімеда, близько 25 % — протягом двох обльотів Європи і близько 9 % — протягом усіх обльотів Каллісто. Решту апаратом має отримати під час дослідження системи Юпітера. Загальний вплив низьких енергій на зонд за номінальний період місії можна порівняти з впливом низьких енергій за 10—15 років роботи апаратів, що працюють на геостаціонарній орбіті. При розробці радіаційного захисту JUICE передбачалося врахувати дані про радіаційний фон Юпітера, отримані космічним апаратом «Юнона».

### Наукова апаратура
JUICE має 10 наукових приладів загальною масою 104 кг. У створенні візьмуть участь вчені з 15 європейських країн, а також із США, Японії та Росії.
Лабораторія реактивного руху НАСА (JPL) розробить апаратуру для прийому й передачі сигналу на Землю.
Інструменти дистанційного зондування:
- JANUS — камера з полем зору 1,3°, обладнана 13 світлофільтрами (головний розробник — P. Palumbo, італ. Università degli Studi di Napoli «Parthenope»; Фінансування: Італійське космічне агентство)[16].
- Moons and Jupiter Imaging Spectrometer (MAJIS). Країна-розробник: Франція. Вага: 26,1 кг.
- UV Imaging Spectrograph (UVS). Цей прилад дозволить вивчити взаємодію атмосфер і поверхонь супутників із Юпітером. Прилад також дозволить визначити як верхній шар атмосфери Юпітера взаємодіє з нижнім, а також з іоносферою і магнітосферою. Прилад дозволить отримати зображення полярних сяйв Юпітера й Ганімеда. Країна-розробник: США. Вага: 7,4 кг.
- Sub-millimetre Wave Instrument (SWI, субміліметровий спектрометр). Цей прилад дозволить дослідити структуру, склад й динаміку середньої атмосфери Юпітера і екзосфер його супутників, а також теплофізичні властивості поверхонь супутників. Головний розробник: P. Hartogh, Інститут дослідження Сонячної системи Макса Планка; Фінансування: Німецький аерокосмічний центр[16]. Вага: 12 кг[Note 1][17].

Інструменти для дослідження магнітосфер Юпітера й Ганімеда:
- Magnetometer for JUICE (J-MAG). Країна-розробник: Велика Британія. Вага: 2,9 кг.
- Particle Environment Package (PEP). Країна-розробник: Швеція. Вага: 19,5 кг.
- Radio & Plasma Wave Investigation (RPWI). Країна-розробник: Швеція. Вага: 11,8 кг.

Інструменти для дослідження фізичної структури супутників під час близьких обльотів:
- Ganymede Laser Altimeter (GALA). Лазерний альтиметр дозволить отримати дані про топографію, форми й деформації крижаних поверхонь місяців Юпітера, викликаних припливними силами. Він також буде відігравати важливу роль при формуванні орбіти зонда в гравітаційних полях супутників. Країна-розробник: Німеччина. Вага: 15,2 кг.
- Radar for Icy Moons Exploration (RIME). Цей прилад з 16-м антеною дозволить просканувати поверхню супутників на глибину до 9 км. Країна-розробник: Італія. Вага: 11,7 кг.
- Gravity & Geophysics of Jupiter and Galilean Moons (3GM). Цей прилад дозволить охарактеризувати внутрішню структуру і підповерхневі океани Ганімеда, Каллісто і, можливо, Європи. Країна-розробник: Італія. Вага: 6,8 кг.

## Схожі місії
Сучасне покоління АМС, призначених для дослідження системи Юпітера з прибуттям у кінці 2020-х рр., складається з апаратів європейського і американського космічних агентств. Це власне JUICE (ЄКА) і Europa Clipper (НАСА).

### Europa Clipper (НАСА)
Проєкт НАСА для дослідження Європи, що з'явився відразу[джерело?] після виходу США з міжнародної програми Europa Jupiter System Mission та скасування місії Jupiter Europa Orbiter[джерело?]. Оптимальною датою для запуску апарата вважали 21 листопада 2021 року. У цьому випадку зонд мав досягти системи Юпітера через шість років, а безпосередні дослідження Європи мали початися 4 квітня 2028 року.
Місія Europa Clipper, у разі її затвердження, буде відрізнятися від місії JUICE в частині дослідження Європи: номінальний гарантований період працездатності зонда в районі Європи складе не менше 109 днів (проти 36 днів у JUICE). Загальний час досліджень Європи складе 3,5 року (проти 1 року у JUICE), за які зонд зробить 45 обльотів супутника (проти 2 обльотів у JUICE) на висоті від 2700 до 25 км. Під час найближчого зближення зонда з поверхнею (25 км від замороженої поверхні супутника проти 400—500 км у JUICE) у радара будуть максимальні шанси визначити товщину крижаної кори Європи і глибину лежачого під нею водного океану (а при найбільш сприятливому збігу обставин — навіть його солоність). Протягом номінальної місії Clipper передасть терабіт даних, включаючи зображення високої роздільної здатності з деталізацією аж до 0,5 м на піксель, дані радіолокаційного зондування та спектри поверхні, а також вимірювання магнітного поля. За отриманими в ході місії результатами буде визначено місце посадки апарата в складі наступної місії[джерело?].

## Хід місії
14 квітня 2023 року ЄКА було повідомлено про запуск ракети Ariane 5 згідно з планом місії JUICE (Jupiter Icy Moons Explorer).
28 квітня 2023 року ЄКА повідомило, що на космічному кораблі JUICE, який був запущений 14 квітня та почав свій політ до Юпітера, було заглушено критичну антену. За даними космічного агентства, радарна антена на JUICE завдовжки 16 метрів розгорнулася після старту лише на одну третину. Польотні диспетчери в Німеччині сказали, що мають достатньо часу, щоб розв'язати проблему, яка виникла. Радарна антена JUICE потрібна, щоб зазирнути під крижану кірку трьох супутників Юпітера, які, ймовірно, містять підземні океани та, можливо, життя, що є головною метою місії вартістю майже 1,8 мільярда доларів. Як відомо, його цілі включають Каллісто, Європу та Ганімед, найбільший супутник у Сонячній системі. Космічне агентство також повідомило, що все інше на JUICE, працює добре. Радіоантена, сонячні батареї та 10,6-метрова штанга для вимірювання магнітного поля Юпітера також були успішно розгорнуті.
17 листопада 2023 року, згідно пресрелізу ESA, космічний корабель JUICE здійснив один із найбільших і найважливіших маневрів у своїй восьмирічній подорожі до Юпітера. Використовуючи свій головний двигун, JUICE змінив свою орбіту навколо Сонця з метою виходу на правильну траєкторію. Маневр тривав 43 хвилини, у ході якого, загалом було спалено майже 10 % всього запасу палива космічного корабля.

## Цікаві факти
У 2021 році Європейське космічне агентство оголосило мистецький конкурс «The Juice Up Your Rocket», у якому дітям до 12 років запропонували намалювати місію до Юпітера. Твори мистецтва надійшли від дітей із 63 країн, судді ретельно переглянули понад 2600 заявок та визначили 12 фіналістів. Переможницею стала 8-річна житомирянка — Ярина Закалюжна. Саме її ілюстрація буде надрукована на велетенській наклейці, яку розмістять на обтічнику — ракети-носія Ariane 5. Окрім того, малюнок-переможець та 11 найкращих робіт будуть надруковані в календарі JUICE на 2022 рік.